# A Fistful of Alice
A Fistful of Alice es un álbum en vivo de Alice Cooper, editado en 1997, por el sello Angel.
El material que compone el disco fue grabado durante un concierto en junio de 1996, en el "Cabo Wabo Club", ubicado en México, el cual era propiedad de Sammy Hagar, el propio Hagar participa de la canción que abre el álbum: la canción clásica School's Out.
Slash toca en tres temas del álbum, devolviendo gentilezas por la participación de Cooper en el Use Your Illusion I de Guns N' Roses, mientras que el músico de metal industrial Rob Zombie participa de dos canciones.
Durante la introducción de Desperado, Cooper comenta que esa canción fue compuesta en honor a Jim Morrison, quien falleció en 1971, la canción fue incluida en el álbum Killer, lanzado a fines de ese año.
El último tema, "Is Anyone Home?" es una canción de estudio, grabada especialmente para este disco.

## Canciones
| N.º | Título                                  | Duración |  |
| 1.  | «School's Out» (con Sammy Hagar)        | 4:21     |  |
| 2.  | «I'm Eighteen»                          | 3:47     |  |
| 3.  | «Desperado»                             | 4:10     |  |
| 4.  | «Lost in America» (con Slash)           | 4:14     |  |
| 5.  | «Teenage Lament '74»                    | 3:28     |  |
| 6.  | «I Never Cry»                           | 3:53     |  |
| 7.  | «Poison»                                | 4:50     |  |
| 8.  | «Billion Dollar Babies»                 | 3:21     |  |
| 9.  | «Welcome to My Nightmare»               | 4:59     |  |
| 10. | «Only Women Bleed» (con Slash)          | 6:54     |  |
| 11. | «Feed My Frankenstein» (con Rob Zombie) | 4:29     |  |
| 12. | «Elected» (con Rob Zombie & Slash)      | 5:00     |  |
| 13. | «Is Anyone Home?»                       | 4:21     |  |

## Créditos
- Alice Cooper – voz
- Reb Beach – guitarra
- Ryan Roxie – guitarra
- Todd Jensen – bajo
- Paul Taylor – teclados, guitarra
- Jimmy DeGrasso – batería

### Músicos invitados
- Sammy Hagar - guitarra
- Slash - guitarra
- Rob Zombie - voz